# Christa Schroeder
Emilie Christine Schroeder (Hann. Münden, 19 maart 1908 - München, 28 juni 1984), ook gekend als Christa Schroeder, was een van Hitlers persoonlijke secretaresses voor en tijdens de Tweede Wereldoorlog. 

## Biografie
Schroeder is geboren in Hannoversch Münden. Na het overlijden van haar ouders verhuisde ze naar Nagold. Daar werkte ze voor een advocaat, van 1929 tot maart 1930.

## Werken voor Hitler
Ze verliet in 1930 Nagold voor München, Schroeder ging er werken als steno-typiste in de Oberste SA-Führung (Hoogste leiding van de Sturmabteilung (SA)). Ze maakt er voor het eerst kennis met Hitler begin 1933, toen hij juist verkozen was tot kanselier. Hij wierf Schroeder aan in juni 1933.
Zij leefde in de Wolfsschanze nabij Rastenburg, het hoofdkwartier voor het Oostfront van Adolf Hitler van 1941 tot 20 november 1944. Begin januari 1945 trokken Hitler en zijn staf, waar Schroeder toe behoorde, zich terug in de Führerbunker in Berlijn. Hitler zou tot april 1945 regelmatig geluncht hebben met Schroeder en haar mede-secretaresse Johanna Wolf. 

### Hitlers laatste dagen
Op 21 april 1945 tijdens de slag om Berlijn beval Hitler, dat ze naar Obersalzberg werd gevlogen met onder anderen Karl-Jesko von Puttkamer, Albert Bormann, Theodor Morell, Hugo Blaschke, Johanna Wolf. De groep verliet Berlijn met verschillende vliegtuigen van de Fliegerstaffel des Führers, het persoonlijke eskadron van Hitler in de volgende drie dagen. Ze scheef haar memoires over haar tijd als Hitlers secretaresse in het boek Er war mein Chef (hij was mijn baas). Het is een belangrijk document over de Nazi-jaren.

## Leven na de oorlog
Nadat ze gearresteerd was op 28 mei 1945 in Hintersee nabij Berchtesgarden, werd Schroeder ondervraagd door Albert Zoller. Zoller was een Frans verbindingsofficier bij het 7th US Army. Hij schreef Hitler, Private ("Hitler privé), de basis hiervoor was informatie uit de ondervragingen en interviews met Schroeder en Göring. Op 12 mei 1948 werd Schroeder vrijgelaten. Postuum, in 1985, verschenen haar memoires: Er war mein Chef: Aus dem Nachlaβ der Sekretärin von Adolf Hitler (Ned. uitgave, 2011: Hij was mijn Führer: De memoires van Adolf Hitlers secretaresse").
Na de oorlog werkte ze als secretaresse voor een bouwfirma in München.
Ze stierf op 28 juni 1984 op 76-jarige leeftijd in München.

## Onderscheiding
- Gouden Ereteken van de NSDAP op 30 januari 1938[2]